# Gregory Davis
Gregory Tremaine „Greg“ Davis (* 25. Juni 1982 in Hope, Arkansas) ist ein ehemaliger US-amerikanischer Basketballspieler. Bei einer Größe von 1,86 Metern kam er auf beiden Guard-Positionen zum Einsatz.

## Laufbahn
Nach dem Abschluss der High School in Bradley besuchte Davis von 1999 bis 2001 das Bossier Parish Community College in Bossier City und ab 2002 die Troy University in Troy, an der er 2004 seinen Abschluss machte.
Als Finalist der Sun Belt Conference wurde er im Jahr 2004 als bester Spieler ausgezeichnet. Er spielte in Portsmouth beim Invitational Tournament, fand aber keinen Verein und versuchte sich stattdessen in der Treviso Summer League in Italien.
Davis blieb beim NBA-Draft 2004 ungedraftet und unterschrieb stattdessen in der NBA D-League einen Vertrag bei den Fayetteville Patriots. Anschließend war er für die Alerta Cantabria Lobos in Spanien aktiv, kehrte aber im September 2004 nach nur drei Spielen erneut in die USA zurück. Im November 2004 wechselte er zurück in die D-League zu den Patriots und bestritt dort 42 Spiele.
2005 wechselte Davis zum polnischen Club Astoria Bydgoszcz und gab am 15. Oktober 2005 in einem Spiel gegen Polonia Warschau sein Debüt in der Polska Liga Koszykówki.
Nach der Insolvenz des Vereins und dem Abstieg in die dritte Liga wechselte der Point Guard nach Deutschland und spielte von Juli 2006 bis Juni 2007 bei den Basketball Löwen Braunschweig.